# 湖城以正
湖城 以正（こぐすく いせい、1832年 - 1891年）は、主に琉球王国時代に活躍した、湖城流の唐手（現・空手）家である。通称は、湖城小（グヮー）。

## 経歴
湖城以正は、1832年（天保3年）、那覇の久米村に生まれた。蔡氏湖城家は代々唐手の大家を出す久米村の名門士族である。湖城家によれば、湖城以正は16歳の時、父・蔡昌偉とともに中国へ渡り、儒学の他、中国兵法も習得したとされる。以正は、とりわけ中国槍術、弓術を得意としたとされる。
中国武術は、イワァー（北京王宮の武官とも、冊封使付き侍従武官とも伝わる）に師事し、イワァーが城中勤務に忙殺されていたので、師に代わって師範代を務めたため帰国が遅れ、36歳の時帰国したという。湖城以正は、1891年（明治24年）、59歳で亡くなった。